# Anabola steroider
Anabola steroider är syntetiska derivat av det manliga könshormonet testosteron och HCl. Termen fortsätter användas trots att den vetenskapliga litteraturen snarare brukar termen androgena-anabola steroider (AAS). AAS är avsevärt mindre viriliserande än testosteron och den anabola effekten avsevärt större, men vid långvarigt bruk är också AAS förmanligande.
Bildning av androgener, östrogener, glukokortikoider och mineralokortikosteroider sker först i binjurarna med kolesterol som utgångssubstans. De androgena slutprodukterna bildas i prostata och gonaderna. I prostata omvandlas testosteron till dihydrotestosteron (DHT).

## Användning
Anabola steroider har en etablerad användning inom sjukvården vid ett antal sjukdomstillstånd. Bland dessa kan nämnas kroniskt vävnadsnedbrytande sjukdomar. Transmän (Kvinna-till-Man) som genomgår könskorrigering tar också anabola steroider. 
AAS är mest kända som dopingmedel och missbruk har främst förekommit bland elit-idrottare. Dessa använder AAS för att kunna prestera mer eller för att förändra sin fysik. De senaste decennierna har dock den olagliga användning av AAS ökat i samhället, främst bland manliga ungdomar och unga vuxna. Speciellt inom kraftsporter förekommer bruk av AAS för att öka muskelstyrkan. AAS kan även användas som hjälp för att öka muskelvolymen och doping med anabola steroider förekommer inom kroppsbyggande. Även en del motionärer som inte har för avsikt att tävla som exempelvis kroppsbyggare brukar anabola steroider, då enbart av estetiska skäl, för att få en mer muskulös fysik. AAS brukas även för att få ökad självkänsla och ökat självförtroende. AAS klassificeras som dopning enligt Riksidrottsförbundet.  Sverige har bland världens strängaste lagar om det. Men anabola steroider är även lagligt i stora delar av världen.
17-35-åriga gymtränande män är största riskgruppen, inte sällan med annat missbruk.
Majoriteten av de som missbrukar AAS är unga män och dosen som används kan ofta vara mer än 100 ggr så stor som den terapeutiska dosen av testosteron. En AAS-användare kombinerar även ofta flera AAS-preparat i samma kur, vilket kallas för ”stacking”. Utöver AAS är det vanligt att dessa människor missbrukar andra typer av läkemedel och narkotika, antingen för att öka effekter eller minska bieffekter som uppstår. Problematiken med AAS som inkörsport för tyngre droger är något som diskuteras idag. Många har börjat ta kurer av AAS i samband med idrott och styrketräning men sedan hamnat i missbruk av andra droger. En amerikansk studie av heroinister visar att ca 10 procent av dessa har ett förflutet med AAS missbruk. Oroande nog är det fler och fler ungdomar och unga vuxna som använder AAS, vilket gör att det behövs mer kunskap kring dess effekter på hjärnan. 

### Effekter
Anabola steroider har framförallt två effekter: en anabol (vävnadsuppbyggande) och en androgen (förmanligande) effekt. Vid framställningen av en anabol steroid eftersträvas vanligen den anabola effekten medan man försöker hålla tillbaka den androgena. Ingen anabol steroid helt utan androgena effekter har kunnat tas fram.

### Biverkningar
Bruk av anabola steroider i medicinskt syfte har endast måttlig mängd biverkningar men de höga doser som intas för att uppnå effekt i dopingsyfte genererar en stor mängd biverkningar fysiska som psykiska, till exempel depressiva besvär, aggressivitet, gynekomasti, svår akne, permanent håravfall och fertilitetsproblem. För kvinnor tillkommer biverkningar som ökad kroppsbehåring (till exempel skägg), förstoring av klitoris, sänkt röstläge (basröst) och menstruationsstörningar. Kroppen reagerar genom att minska den egna testosteronproduktionen,  och även testiklarna kan minska i storlek. Testosteron verkar i lever, njurar och hjärt- och kärlsystemet, varmed personen kan få problem med dessa organ samt  hjärtklappning och högt blodtryck, ökad risk för blodproppar (och därmed stroke) och vänsterkammarhypertrofi. Ödem förekommer.
På senare år har man inom bland annat polisväsendet och socialtjänsten uppmärksammat att anabola steroider troligen ger upphov till ett psykiskt beroende och verka utlösande för ett våldsamt beteende men då är även alkohol med i bilden. Dock är det en myt att AAS inducerar aggression hos alla. Det finns inga vetenskapliga studier där man påvisat ett orsakssamband mellan administration av anabola steroider och aggression.  Anledningen till att vissa AAS användare upplever aggression tros bero på att de har sådana beteende redan innan AAS bruket, bakomliggande symtom som kan triggas av AAS (tex olika psykiatriska diagnoser), och/eller samtidigt intag av andra droger. . Aggression och svårighet att kontrollera den kan bero på en samverkan mellan testosteron och serotonin samt möjligen dopamin och noradrenalin.
Personer som långvarigt missbrukar anabola steroider lider oftare av utpräglat histrioniska, narcissistiska och antisociala personlighetsdrag, och över 20 % lider av en affektiv störning (ofta med maniska drag).

## Historia och syntetisering
Steroiderna isolerades, identifierades och syntesiserades under 1930-talet. Bland de första var Adolf Butenandt, som 1931 i Tyskland lyckades framställa 15 mg androstenon (5α-androst-16-en-3-on) ur urin. 1934 lyckades Leopold Ruzicka, en schweizare syntetisera ämnet. 1935 lyckades han och A. Wettstein framställa testosteronet (androsten-3-on-17-ol), vilket 1939 års nobelpris gavs för i kemi (Adolf Butenandt & Lavoslav Ružička). Försök på människor började 1937.